# Samaris
Samaris là một chi cá trong họ Samaridae bản địa của vùng Ấn Độ-Thái Bình Dương.

## Các loài
Hiện hành có 05 loài được ghi nhận trong chi này:
- Samaris chesterfieldensis Mihara & Amaoka, 2004
- Samaris costae Quéro, Hensley & Maugé, 1989
- Samaris cristatus J. E. Gray, 1831 (Cockatoo righteye flounder)
- Samaris macrolepis Norman, 1927 (Large-scale crested righteye flounder)
- Samaris spinea Mihara & Amaoka, 2004